# Grebendorf
Grebendorf ist ein Ortsteil der Gemeinde Meinhard im nordhessischen Werra-Meißner-Kreis. Es ist Sitz der Gemeindeverwaltung, die sich im Alten Keudellschen Schloss befindet.

## Geographische Lage

Blick vom Bismarckturm auf dem Großen Leuchtberg auf Grebendorf vor der Gobert

Grebendorf liegt nahe der Landesgrenze zu Thüringen an den Südausläufern der Gobert. Es befindet sich im Tal der Werra nördlich des Flusses. Jenseits bzw. südlich davon liegt Eschwege. Im Dorf treffen sich die Kreisstraße 3 und die Landesstraße 3424. Letztere stößt auf die etwa 400 m südlich von Grebendorf vorbeiführende Bundesstraße 249.

## Geschichte

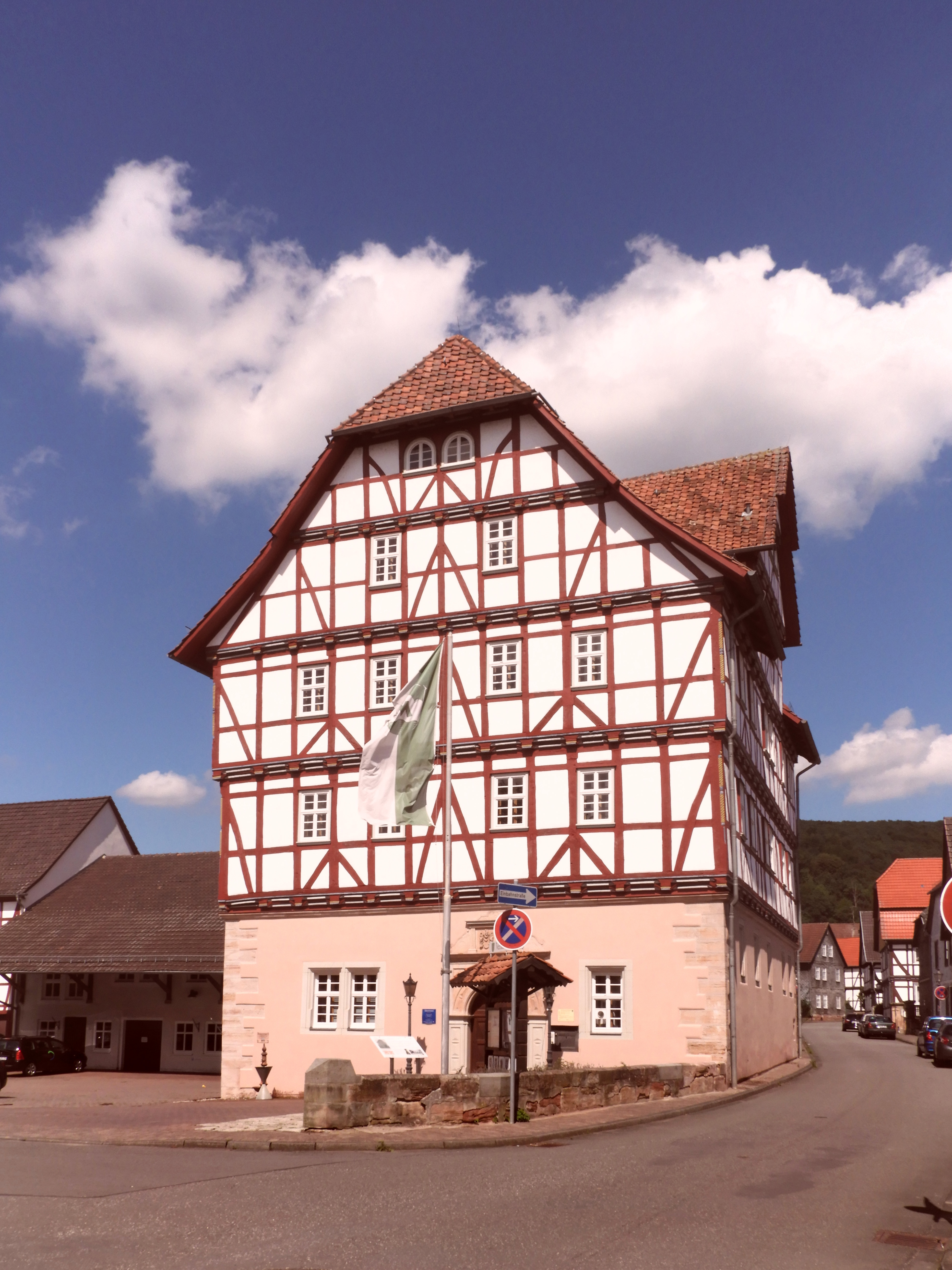
Das Alte Keudellsche Schloss

Der Ort wurde, soweit bekannt, als Grebendorph erstmals im Jahre 1262 erwähnt. Schon vor dieser Zeit, etwa seit dem 8. Jahrhundert, soll es eine Kapelle gegeben haben. Nach der Einführung der Reformation in der Landgrafschaft Hessen 1526/27 und der damit verbundenen Säkularisation des Klosters Haydau kam das Dorf zur Landgrafschaft Hessen. 1596 gab Landgraf Moritz von Hessen-Kassel den Ort an Bernhard von Keudel, der dort 1610 ein Herrenhaus errichtete.
Am 31. Dezember 1971 wurde im Zuge der Gebietsreform in Hessen die Gemeinde Meinhard durch den freiwilligen Zusammenschluss der bis dahin selbständigen Gemeinden Frieda, Grebendorf, Jestädt und Schwebda neu gebildet. Für die ehemals eigenständigen Gemeinden von Meinhard wurden Ortsbezirke mit Ortsbeirat und Ortsvorsteher nach der Hessischen Gemeindeordnung gebildet.

## Bevölkerung

### Einwohnerstruktur 2011
Nach den Erhebungen des Zensus 2011 lebten am Stichtag dem 9. Mai 2011 in Grebendorf 1587 Einwohner. Darunter waren 15 (0,9 %) Ausländer. Nach dem Lebensalter waren 255 Einwohner unter 18 Jahren, 570 zwischen 18 und 49, 315 zwischen 50 und 64 und 450 Einwohner waren älter. Die Einwohner lebten in 744 Haushalten. Davon waren 237 Singlehaushalte, 213 Paare ohne Kinder und 222 Paare mit Kindern, sowie 69 Alleinerziehende und 3 Wohngemeinschaften. In 210 Haushalten lebten ausschließlich Senioren und in 414 Haushaltungen lebten keine Senioren.

### Einwohnerentwicklung
Quelle: Historisches Ortslexikon
- 1585: 52 Haushaltungen
- 1747: 74 Haushaltungen

| Grebendorf: Einwohnerzahlen von 1834 bis 2020 | Grebendorf: Einwohnerzahlen von 1834 bis 2020 | Grebendorf: Einwohnerzahlen von 1834 bis 2020 | Grebendorf: Einwohnerzahlen von 1834 bis 2020 | Grebendorf: Einwohnerzahlen von 1834 bis 2020 |
| --- | --------------------------------------------- | --------------------------------------------- | --------------------------------------------- | --------------------------------------------- |
| Jahr |                                               |                                               |                                               | Einwohner                                     |
| 1834 | 1834                                          |                                               | 467                                           | 467                                           |
| 1840 | 1840                                          |                                               | 484                                           | 484                                           |
| 1846 | 1846                                          |                                               | 539                                           | 539                                           |
| 1852 | 1852                                          |                                               | 504                                           | 504                                           |
| 1858 | 1858                                          |                                               | 516                                           | 516                                           |
| 1864 | 1864                                          |                                               | 568                                           | 568                                           |
| 1871 | 1871                                          |                                               | 566                                           | 566                                           |
| 1875 | 1875                                          |                                               | 636                                           | 636                                           |
| 1885 | 1885                                          |                                               | 718                                           | 718                                           |
| 1895 | 1895                                          |                                               | 775                                           | 775                                           |
| 1905 | 1905                                          |                                               | 901                                           | 901                                           |
| 1910 | 1910                                          |                                               | 926                                           | 926                                           |
| 1925 | 1925                                          |                                               | 1.052                                         | 1.052                                         |
| 1939 | 1939                                          |                                               | 1.128                                         | 1.128                                         |
| 1946 | 1946                                          |                                               | 1.729                                         | 1.729                                         |
| 1950 | 1950                                          |                                               | 1.868                                         | 1.868                                         |
| 1956 | 1956                                          |                                               | 1.806                                         | 1.806                                         |
| 1961 | 1961                                          |                                               | 1.805                                         | 1.805                                         |
| 1967 | 1967                                          |                                               | 1.894                                         | 1.894                                         |
| 1970 | 1970                                          |                                               | 1.949                                         | 1.949                                         |
| 1980 | 1980                                          |                                               | ?                                             | ?                                             |
| 1990 | 1990                                          |                                               | ?                                             | ?                                             |
| 2000 | 2000                                          |                                               | ?                                             | ?                                             |
| 2011 | 2011                                          |                                               | 1.587                                         | 1.587                                         |
| 2015 | 2015                                          |                                               | 1.574                                         | 1.574                                         |
| 2020 | 2020                                          |                                               | 1.583                                         | 1.583                                         |
| Datenquelle: Historisches Gemeindeverzeichnis für Hessen: Die Bevölkerung der Gemeinden 1834 bis 1967. Wiesbaden: Hessisches Statistisches Landesamt, 1968. Weitere Quellen: LAGIS; Gemeinde Meinhard; Zensus 2011 |                                               |                                               |                                               |                                               |

### Historische Religionszugehörigkeit
- 1885: 0698 evangelische (= 97,21 %), 020 katholische (= 2,79 %) Einwohner[1]
- 1961: 1467 evangelische (= 81,27 %), 283 katholische (= 15,68 %) Einwohner[1]

## Politik
Ortsvorsteher ist nach der Kommunalwahl in Hessen 2021 Christian Menthe (ÜWG).

## Kultur und Sehenswürdigkeiten

### Kirche

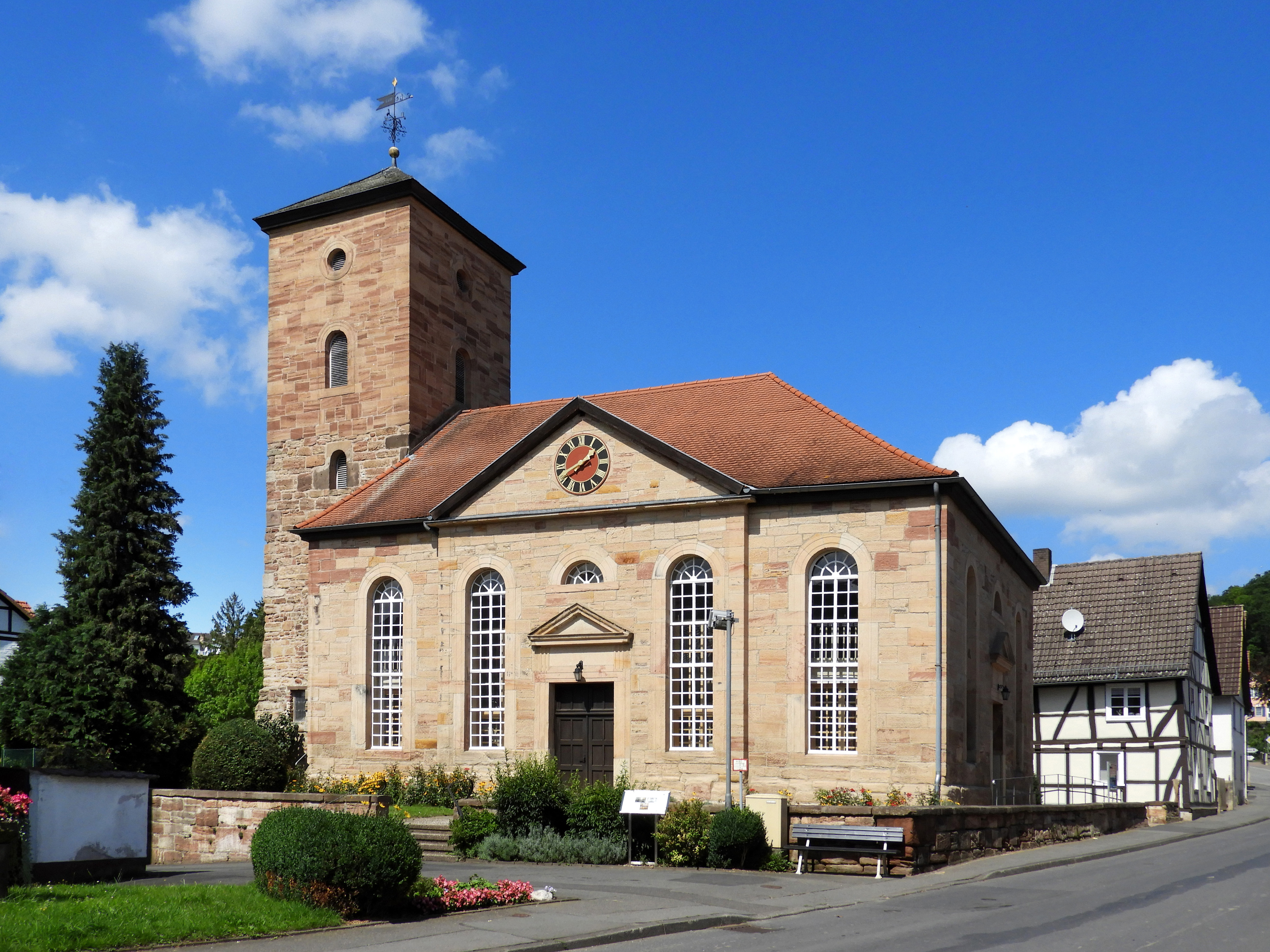
Die evangelische Pfarrkirche

An der Stelle der heutigen evangelischen Pfarrkirche stand ehemals ein kleinerer Vorgängerbau aus dem 14. oder 15. Jahrhundert, dessen Kirchenschiff wegen Baufälligkeit um 1820 abgerissen wurde. Nach den Plänen des kurhessischen Landbaumeisters Johann Friedrich Matthei wurde unmittelbar danach ein rechteckiger querorientierter Saalbau mit vorspringendem Mittelrisalit an den Kirchturm angebaut. Die im klassizistischen Stil errichtete Kirche wurde im November 1821 eingeweiht. Zu den bemerkenswerten Ausstattungsstücken gehören die Kanzel aus dem Jahr 1596 sowie die Glasfenster, geschaffen von der in Kassel tätigen Werkstatt Ely. Die beiden farbigen Fenster, die die Segnung der Kinder und die Hochzeit zu Kana zeigen, wurden 1906 anlässlich der Silbernen Hochzeit Kaiser Wilhelm II. und seiner Frau von einem ortsansässigen Fabrikantenehepaar gestiftet.
Vom Kirchturm wurde 1843 der morsche hölzerne Teil abgetragen und der mittelalterliche Unterbau um sieben Meter auf die heutige Höhe aufgestockt. Im Turm befinden sich drei unterschiedlich große Glocken aus den Jahren 1450, 1506 und 1520. Wegen ihrer künstlerischen, baulichen und geschichtlichen Bedeutung ist die Kirche ein geschütztes Kulturdenkmal.

### Dorfanger

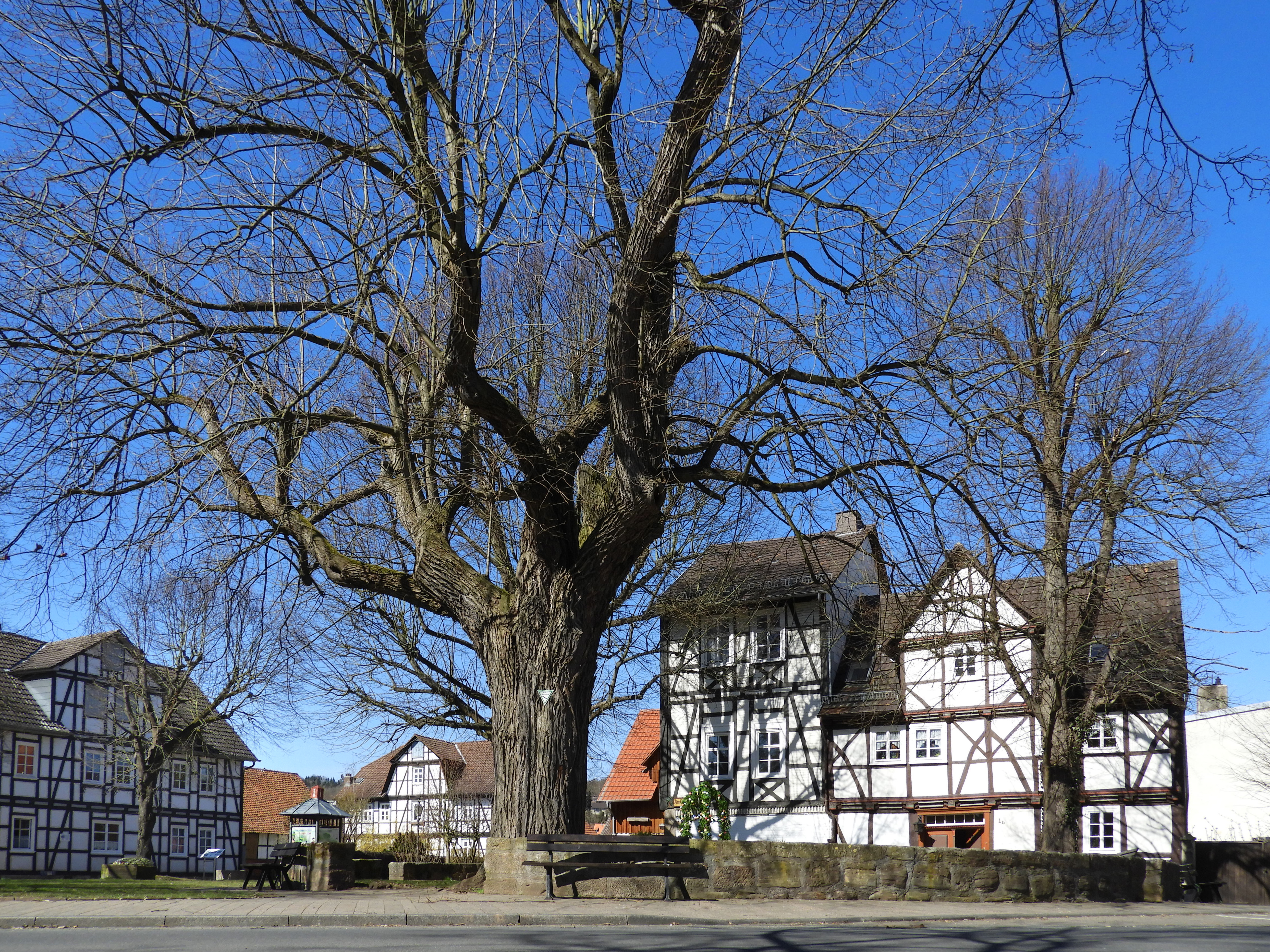
Der Anger mit der als Naturdenkmal geschützten alten Linde

Der Anger im ehemaligen Dorfkern Grebendorfs ist ein runder Platz, mit einer Ummauerung aus Sandsteinen, auf dem drei Linden stehen. In seiner heutigen Form wurde er wahrscheinlich um 1750 angelegt. In diese Zeit wird auch die Pflanzung der Bäume datiert. Die alte Linde, die in 1936 als Naturdenkmal ausgewiesen wurde, ist die letzte von ehemals fünf Bäumen. Die beiden anderen Linden sind Nachpflanzungen aus späteren Jahren. Hinter der Angereinfriedung steht ein Fachwerkhaus, das um 1600 erbaut wurde und als eines der wenigen Häuser der Region den Dreißigjährigen Krieg unbeschadet überstand. In der Mitte des 19. Jahrhunderts wurde das Haus durch einen dreistöckigen Fachwerkbau erweitert. Bis zum Bau der Eisenbahnlinie um 1880, die der Volksmund als Kanonenbahn bezeichnete, dienten die Stallungen im massiven Erdgeschoss der ehemaligen Dorfschänke den Fuhrleuten als Ausspann für ihre Pferde.
Als alte Versammlungs- und Gerichtsstätte ist der Anger aus ortsgeschichtlichen Gründen schützenswertes Kulturdenkmal.

## Infrastruktur
- Im Ort gibt es eine Grundschule, die Meinhard-Schule.
- Der örtliche Kindergarten hat drei Gruppen (75 Kinder).
- Am Südostrand des Ortes befindet sich ein 95.000 m² großes Gewerbegebiet.

### Bahnhof Grebendorf

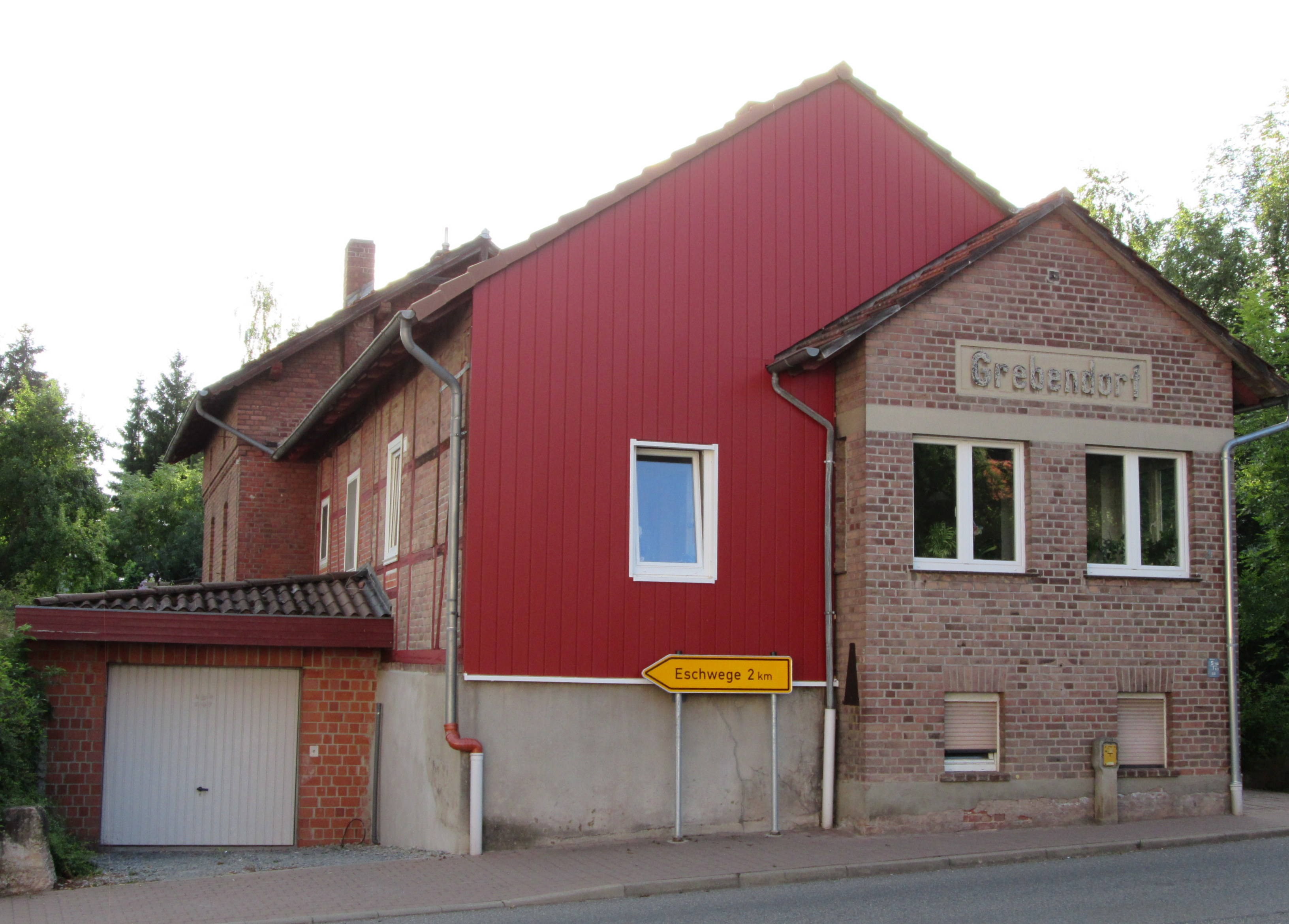
Ehemaliger Bahnhof

Grebendorf erhielt erst 1902 an der 1880 eröffneten eingleisigen Bahnstrecke Leinefelde–Treysa einen Haltepunkt, als auch die Bahnstrecke nach Treffurt in Betrieb ging. Im Jahr 1910 wurde weiterhin Bahnstrecke nach Heiligenstadt dem Verkehr übergeben. Die Bedeutung der Haltestelle stieg und Grebendorf wurde ein selbständiger Bahnhof. Von 1945 bis 1946 war die Verbindung nach Eschwege wegen der gesprengten Werrabrücke unterbrochen. 1948 gab es in Grebendorf ein zweites Kreuzungsgleis und einen zweiten Bahnsteig, hinter dem Bahnübergang wurde ein separates Ladegleis angelegt. Infolge der Grenzlage an der Innerdeutschen Grenze mit Unterbrechung der Bahnlinien nach Heiligenstadt, Leinefelde und Treffurt, sowie der Zunahme des Autoverkehrs kam es zu einem Bedeutungsverlust des Bahnhofes. !981 wurde der Personenverkehr eingestellt und 1994 auch der Güterverkehr. Die Baulichkeiten des Bahnhofes bestanden aus dem kleinen Empfangsgebäude mit Diensträumen und einer Wohnung sowie Abort und einem Stall. Nach der Stilllegung des Bahnhofes wurden die Gebäude verkauft.

## Persönlichkeiten
- Heinrich Strauß (1816–1887), Bürgermeister und Mitglied der kurhessischen Ständeversammlung